# Tärningharu
Tärningharu är en ö nära Borstö i Nagu,  Finland. Den ligger i Skärgårdshavet i Pargas stad i den ekonomiska regionen  Åboland i landskapet Egentliga Finland, i den sydvästra delen av landet. Ön ligger omkring 5 kilometer sydost om Borstö, 41 kilometer söder om Nagu kyrka, 69 kilometer söder om Åbo och omkring 170 kilometer väster om Helsingfors. Närmaste allmänna förbindelse är förbindelsebryggan vid Borstö som trafikeras av M/S Nordep.
Öns area är 0,6 hektar och dess största längd är 130 meter i sydväst-nordöstlig riktning. Ön höjer sig omkring 5 meter över havsytan.